# المبين (أسماء الله الحسنى)
المُبيِّن اسم من أسماء الله الحسنى، ومعناه المبيِّن أمرَه في صفات الألوهيَّة والوحدانيَّة، وهو اسم الفاعل من أبان يبين فهو مبين إذا أظهر وبينَّ إما قولاً، وإما فعلاً والبينة هي الدلالة الواضحة عقلية كانت أو محسوسة والبيان هو الكشف عن الشيء وسمي الكلام بياناً لكشفه عن المقصود وإظهاره نحو﴿هَذَا بَيَانٌ لِلنَّاسِ وَهُدًى وَمَوْعِظَةٌ لِلْمُتَّقِينَ ۝١٣٨﴾ [آل عمران:138]

## تعريف المُبْيَّن
المُبْيَّن لغة: المُظْهَّر والمُوْضَّح وقال الفيومي في «المصباح»: «بَانَ الْأَمْرُ يَبِينُ فَهُوَ بَيِّنٌ وَجَاءَ بَائِنٌ عَلَى الْأَصْلِ وَأَبَانَ إبَانَةً وَبَيَّنَ وَتَبَيَّنَ وَاسْتَبَانَ كُلُّهَا بِمَعْنَى الْوُضُوحِ وَالِانْكِشَافِ وَالِاسْمُ الْبَيَانُ».
أما المُبْيَّن اصطلاحاً: ما يفهم المراد منه بأصل الوضع: لفظ، سماء، أرض، جبل، عدل، ظلم، صدق، فهذه الكلمات ونحوها مفهومة بأصل الوضع ولا تحتاج إلى غيرها في بيان معناها. مثال قوله تعالى: (وَأَقِيمُوا الصَّلَاةَ وَآتُوا الزَّكَاةَ) فإن الإقامة والإيتاء كل منهما مجمل ولكن الشارع بينهما فصار لفظهما بيناً بعد التبيين.

## معنى المبين اسم الله
أن المُبْيَّن له معنيان
الأول: ظهور الله  بظهور الأدلة على وجوده ووحدانيته في ربوبيته وألوهيته وأسمائه وصفاته، واستقرار ذلك في العقول والفطر، يضاف إليها الأدلة السمعية التي أنزلها الله  في كتبه وعلى لسان رسله عليهم الصلاة والسلام.
الأخر: إظهار الله عز وجل الحق للخلق وإبانته لهم ومن ذلك تعريفه نفسه سبحانه لعباده وإقامته الأدلة الواضحة البينة على كمال أسمائه وصفاته المقتضية لوحدانيته وإفراده وحده بالعبادة.
فالله  هو المبين لعباده سبيل الرشاد والموضح لهم الأعمال التي يستحقون الثواب على فعلها والأعمال التي يستحقون العقاب عليها، وبين لهم ما يأتون، وما يذرون يقال: أبان الرجل في كلامه ومنطقه فهو مبين والبيان: الكلام ويقال: (بان الكلام وأبان بمعنىً واحد فهو: مُبِّينٌ ومُبينٌ وقد سمى الله نفسه بالمبين﴿يَوْمَئِذٍ يُوَفِّيهِمُ اللَّهُ دِينَهُمُ الْحَقَّ وَيَعْلَمُونَ أَنَّ اللَّهَ هُوَ الْحَقُّ الْمُبِينُ ۝٢٥﴾ [النور:25] وهو سبحانه الذي بين لعباده طرق الهداية وحذرهم وبين لهم طرق الضلال وأرسل إليهم الرسل وأنزل الكتب ليبين لهم كما في قوله تعالى:﴿وَأَنْفِقُوا فِي سَبِيلِ اللَّهِ وَلَا تُلْقُوا بِأَيْدِيكُمْ إِلَى التَّهْلُكَةِ وَأَحْسِنُوا إِنَّ اللَّهَ يُحِبُّ الْمُحْسِنِينَ ۝١٩٥﴾ [البقرة:195]، فهذا وعيدٌ شديدٌ لمن كتم ما جاءت به الرسل من الدلالات البينة على المقاصد الصحيحة والهدى النافع للقلوب من بعد ما بينه الله في كتبه التي أنزلها على رسله عليهم الصلاة والسلام.
قال الزجاجي بعد أن بين المعنى اللغوي للاسم: (... فالله تبارك وتعالى المبين لعباده سبيل الرشاد، والموضح لهم الأعمال الموجبة لثوابه والأعمال الموجبة لعقابه، والمبين لهم ما يأتونه ويدرونه).
وقال الخطابي: («المبين» هو البين أمره في الوحدانية، وأنه لا شريك له)
ورد العديد من الآيات التي تُظهر المعنى في القرآن كقوله: ﴿وَقَالَ الَّذِينَ لَا يَعْلَمُونَ لَوْلَا يُكَلِّمُنَا اللَّهُ أَوْ تَأْتِينَا آيَةٌ كَذَلِكَ قَالَ الَّذِينَ مِنْ قَبْلِهِمْ مِثْلَ قَوْلِهِمْ تَشَابَهَتْ قُلُوبُهُمْ قَدْ بَيَّنَّا الْآيَاتِ لِقَوْمٍ يُوقِنُونَ ۝١١٨﴾، وقوله: ﴿أَيَوَدُّ أَحَدُكُمْ أَنْ تَكُونَ لَهُ جَنَّةٌ مِنْ نَخِيلٍ وَأَعْنَابٍ تَجْرِي مِنْ تَحْتِهَا الْأَنْهَارُ لَهُ فِيهَا مِنْ كُلِّ الثَّمَرَاتِ وَأَصَابَهُ الْكِبَرُ وَلَهُ ذُرِّيَّةٌ ضُعَفَاءُ فَأَصَابَهَا إِعْصَارٌ فِيهِ نَارٌ فَاحْتَرَقَتْ كَذَلِكَ يُبَيِّنُ اللَّهُ لَكُمُ الْآيَاتِ لَعَلَّكُمْ تَتَفَكَّرُونَ ۝٢٦٦﴾ [البقرة:266]، وقوله: ﴿يُرِيدُ اللَّهُ لِيُبَيِّنَ لَكُمْ وَيَهْدِيَكُمْ سُنَنَ الَّذِينَ مِنْ قَبْلِكُمْ وَيَتُوبَ عَلَيْكُمْ وَاللَّهُ عَلِيمٌ حَكِيمٌ ۝٢٦﴾ [النساء:26] وقال عز وجل: ﴿يَا أَهْلَ الْكِتَابِ قَدْ جَاءَكُمْ رَسُولُنَا يُبَيِّنُ لَكُمْ كَثِيرًا مِمَّا كُنْتُمْ تُخْفُونَ مِنَ الْكِتَابِ وَيَعْفُو عَنْ كَثِيرٍ قَدْ جَاءَكُمْ مِنَ اللَّهِ نُورٌ وَكِتَابٌ مُبِينٌ ۝١٥ يَهْدِي بِهِ اللَّهُ مَنِ اتَّبَعَ رِضْوَانَهُ سُبُلَ السَّلَامِ وَيُخْرِجُهُمْ مِنَ الظُّلُمَاتِ إِلَى النُّورِ بِإِذْنِهِ وَيَهْدِيهِمْ إِلَى صِرَاطٍ مُسْتَقِيمٍ ۝١٦﴾ ويقول عز وجل: ﴿مَا الْمَسِيحُ ابْنُ مَرْيَمَ إِلَّا رَسُولٌ قَدْ خَلَتْ مِنْ قَبْلِهِ الرُّسُلُ وَأُمُّهُ صِدِّيقَةٌ كَانَا يَأْكُلَانِ الطَّعَامَ انْظُرْ كَيْفَ نُبَيِّنُ لَهُمُ الْآيَاتِ ثُمَّ انْظُرْ أَنَّى يُؤْفَكُونَ ۝٧٥﴾ [المائدة:75]، ونجد أن الله عز وجل يبين للناس الأحكام الشرعية ويوضحها ويبين الأحكام القدرية وهو عليم بما يصلح عباده حكيم في شرعه وقدره، فله الحكمة البالغة والحجة الدامغة ﴿وَيُبَيِّنُ اللَّهُ لَكُمُ الْآيَاتِ وَاللَّهُ عَلِيمٌ حَكِيمٌ ۝١٨﴾ [النور:18] وقال الله عز وجل يخبر أنه لايضل قوماً إلا بعد إبلاغ الرسالة إليهم حتى يكونوا قد قامت عليهم الحجة ﴿وَاعْتَصِمُوا بِحَبْلِ اللَّهِ جَمِيعًا وَلَا تَفَرَّقُوا وَاذْكُرُوا نِعْمَةَ اللَّهِ عَلَيْكُمْ إِذْ كُنْتُمْ أَعْدَاءً فَأَلَّفَ بَيْنَ قُلُوبِكُمْ فَأَصْبَحْتُمْ بِنِعْمَتِهِ إِخْوَانًا وَكُنْتُمْ عَلَى شَفَا حُفْرَةٍ مِنَ النَّارِ فَأَنْقَذَكُمْ مِنْهَا كَذَلِكَ يُبَيِّنُ اللَّهُ لَكُمْ آيَاتِهِ لَعَلَّكُمْ تَهْتَدُونَ ۝١٠٣﴾ [آل عمران:103] وقال ﴿وَمَا كَانَ اللَّهُ لِيُضِلَّ قَوْمًا بَعْدَ إِذْ هَدَاهُمْ حَتَّى يُبَيِّنَ لَهُمْ مَا يَتَّقُونَ إِنَّ اللَّهَ بِكُلِّ شَيْءٍ عَلِيمٌ ۝١١٥﴾ [التوبة:115] ونجد أن من العلماء من شرح اسم الله «المُبْيَّن» مع اسم الله «الحق» يقول ابن جرير: (يعلمون يومئذ أن الله هو الحق الذي يبين لهم حقائق ما كان يعدهم في الدنيا من العذاب، ويزول حينئذ الشك فيه عن أهل النفاق الذين كانوا فيما يعدهم في الدنيا يمترون)

## وروده في القرآن والسنة
ورد المُبْيَّن اسماً لله في القرآن الكريم مرة واحدة في سورة النور في قوله: ﴿إِنَّ الَّذِينَ يَرْمُونَ الْمُحْصَنَاتِ الْغَافِلَاتِ الْمُؤْمِنَاتِ لُعِنُوا فِي الدُّنْيَا وَالْآخِرَةِ وَلَهُمْ عَذَابٌ عَظِيمٌ ۝٢٣ يَوْمَ تَشْهَدُ عَلَيْهِمْ أَلْسِنَتُهُمْ وَأَيْدِيهِمْ وَأَرْجُلُهُمْ بِمَا كَانُوا يَعْمَلُونَ ۝٢٤ يَوْمَئِذٍ يُوَفِّيهِمُ اللَّهُ دِينَهُمُ الْحَقَّ وَيَعْلَمُونَ أَنَّ اللَّهَ هُوَ الْحَقُّ الْمُبِينُ ۝٢٥﴾ [النور:23–25]. فبعد أن تحدث عن المنافقين الذين يرمون المحصنات من المؤمنات، يوضح كيف ستشهد جوارحهم عليهم وعلى أفعالهم وكيف أنَّ الله سيكشف لهم الحقائق جميعها يوم القيامة
ولم يرد اسم الله المبين في غير هذا الموضع من الكتاب، كما أنَّه لم يرد في أي حديث من الأحاديث النبوية، حتَّى أنَّ حديث الصحابي أبي هريرة الذي سرد فيه أسماء الله الحسنى ورواه الترمزي لم يرد فيه هذا الاسم، ورأى بعض أهل العلم أن الزيادة الواردة عند الترمذي في سرد الأسماء لا تصح كذلك الترمذي عقب روايته للحديث قال: «هذا حديث غريب» يقصد بذلك الزيادة في سرد الأسماء.

## ثمرات معرفة معنى اسم الله المبين
مما لا شكَّ فيه أن ثمرات معرفة معاني أسماء الله الحسنى تتضمَّن ثمرات معرفة اسم الله المبين ونشير إلى بعض منها:
- الثمرة الأولى: الإيمان بالله العظيم وأن هناك علاقة مطردة بين تعظيم الله وطاعته، فكلما تعمقت في أسماء الله الحسنى كان تعظيمك لله أكبر، فأصل الدين معرفة الله.
- الثمرة الثانية: تحقيق شرف العلم بالله فهو أشرف معلوم كما قال الإمام الغزالي
- الثمرة الثالثة: «وَلِلَّهِ الأَسْمَاءُ الْحُسْنَى فَادْعُوهُ بِهَا». ينبغي أن يستحضر من أسماء الله ما يناسب مطلبه فيراعى فيها التناسب
- الثمرة الرابعة: إحصاء أسماء الله الحسنى باب من أبواب الجنة كما ورد في الصحيحين عن أبي هريرة: «قَالَ لِلَّهِ تِسْعَةٌ وَتِسْعُونَ اسْمًا مِائَةٌ إِلَّا وَاحِدًا لَا يَحْفَظُهَا أَحَدٌ إِلَّا دَخَلَ الْجَنَّةَ وَهُوَ وَتْرٌ يُحِبُّ الْوَتْرَ»،[10] ومعنى أحصاها ليس حفظها؛ فالحفظ وحده غير مراد إنما على الراجح من تفسيرات العلماء أن معنى أحصاها أن يعرف الاسم ويفهم معناه وأن يتعبد لله بمقتضاه[11][12]